# Darwin Sound (Canada)
De Darwin Sound is een sound in het westen van Brits-Columbia in Canada.

## Geografie
De sound ligt in de eilandengroep Haida Gwaii en ligt voor de kust van het Moresby Island. In het zuidoosten mondt het waterlichaam uit op de Juan Perez Sound, in het noorden op de Logan Inlet. Ten oosten van de sound liggen Lyell Island en het daarvan noordwestelijk gelegen kleinere Richardson Island, ten westen ligt Moresby Island.
Het waterlichaam ligt in de mariene ecoregio Noord-Amerikaans Pacifisch Fjordland.

## Geschiedenis
Het werd in 1878 vernoemd door Canada's belangrijkste geograaf George Mercer Dawson ter ere van Charles Darwin, de eminente natuuronderzoeker.